# Alvorada d'Oeste (gemeente)
Alvorada d'Oeste is een gemeente in de Braziliaanse deelstaat Rondônia. De gemeente telt 17.127 inwoners (schatting 2009).